# Mash and Peas
Mash and Peas foi um programa de sketchs e paródias escrita e estrelada por Matt Lucas e David Walliams. O primeiro show de televisão deles juntos, originalmente foi exibido na Paramount Comedy 1 e no Channel 4 entre 1996 e 1997. Os episódios foram repetidos antes de relançar em 1999. O programa é constituído por paródias a vários programas de televisão, introduzido pelos infantis e incompetentes Danny Mash (Lucas) e Gareth Peas (Walliams). Edgar Wright dirigiu.